# Carne di asino

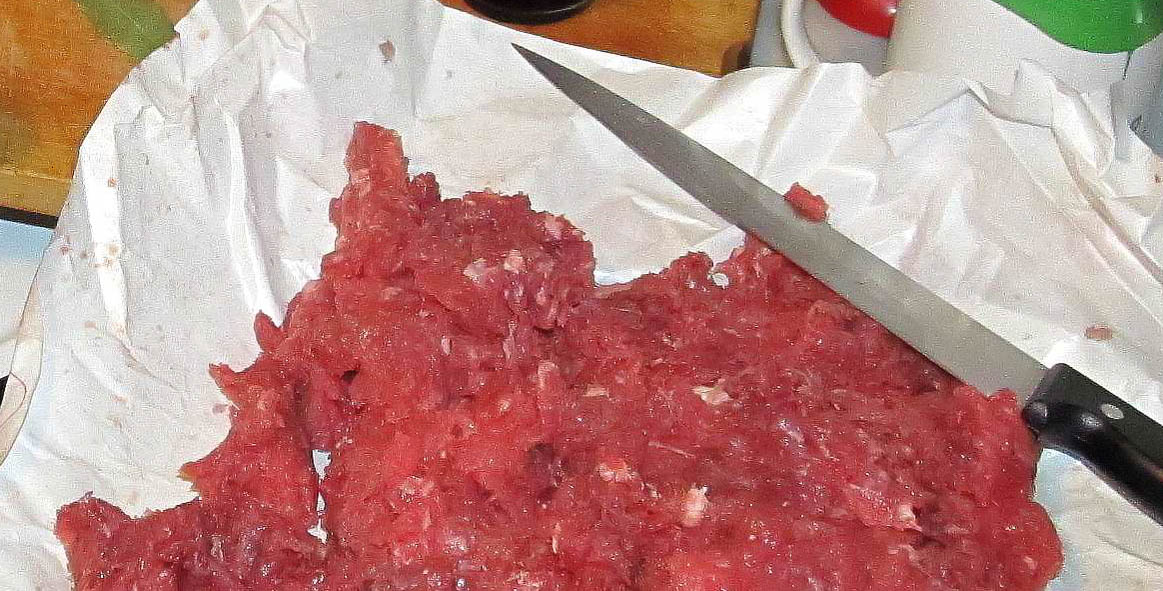
Carne di asino

La carne di asino è la carne derivata dalla macellazione dell'asino.

## Produzione e consumo
I maggiori paesi produttori di carne d'asino sono Cina, Burkina Faso, Senegal, Nigeria, Mauritania e Spagna. Rispetto alla carne di cavallo, la carne d'asino è meno consumata. I paesi dove la carne d'asino è più apprezzata sono la Cina (che è un forte importatore), l'Italia e alcuni Paesi dell'America Latina, tra cui il Messico. Nell'Africa occidentale si utilizza la carne degli animali a fine carriera, che viene tradizionalmente seccata e affumicata. In Francia il consumo di questa carne è fortemente diminuito dopo la seconda guerra mondiale, ma è ancora usata in Provenza per la confezione di salumi, così come in Ungheria, Polonia e Russia. Nei paesi anglosassoni la carne d’asino risente dello stesso tabù culturale che interessa la carne di cavallo.

### Divieti religiosi
Il consumo di carne d’asino è vietato dalla religione ebraica. L'islam, che sconsiglia il consumo di carne di cavallo, vieta il consumo di carne d’asino, animale considerato una risorsa per la comunità.

## Caratteristiche
La carne d’asino è molto simile alla carne di cavallo ed ha un colore rosso scuro, con le venature di grasso tendenti al giallo.

### Valori nutrizionali
Una porzione di 100 grammi di carne d’asino fornisce 116 Kcal e contiene il 3,1% di grassi, il 20,7 % di proteine ed è priva di carboidrati.

## Cucina

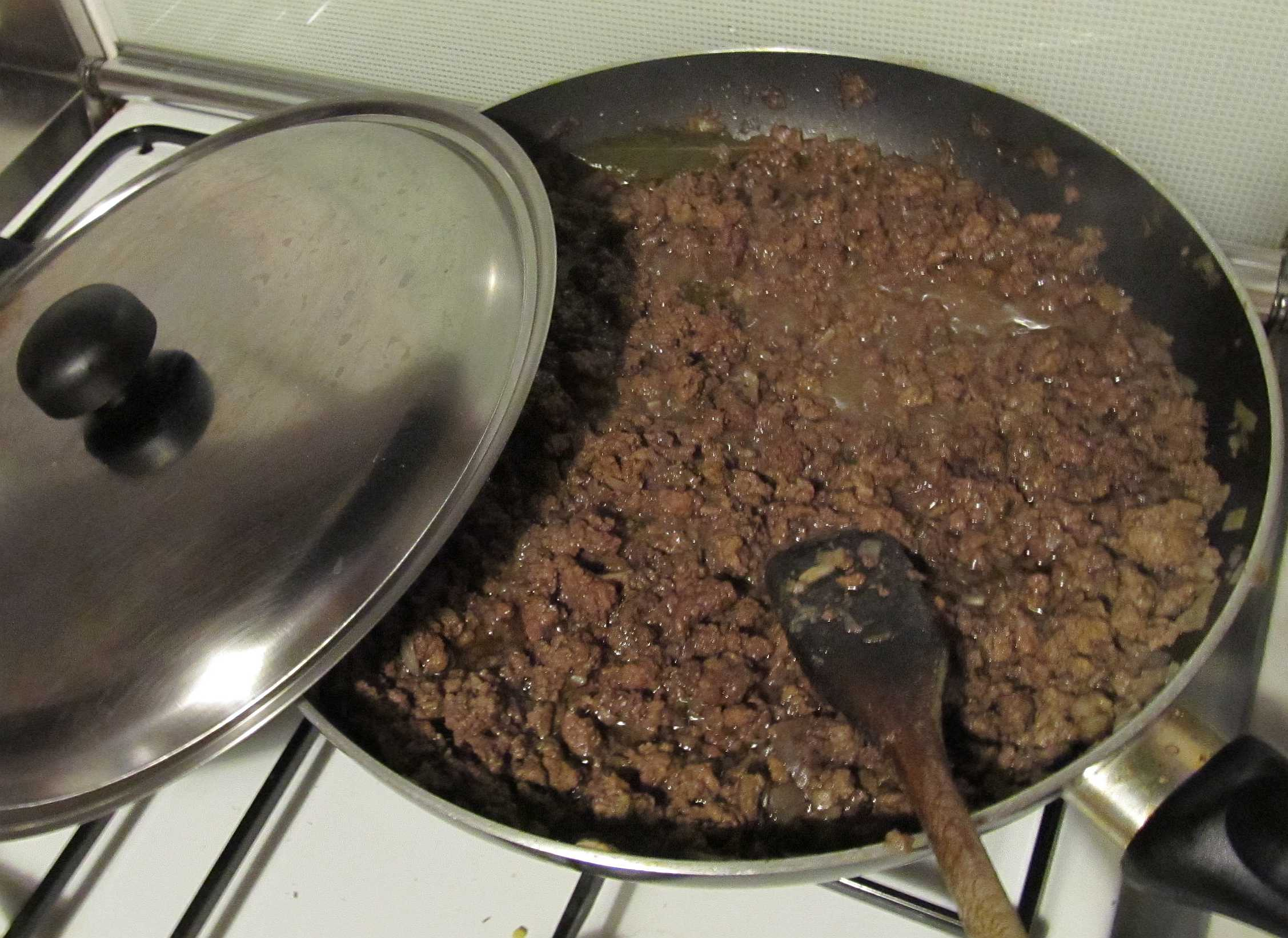
Tapulon, spezzatino a base di carne di asino caratteristico di Borgomanero, Piemonte, Italia

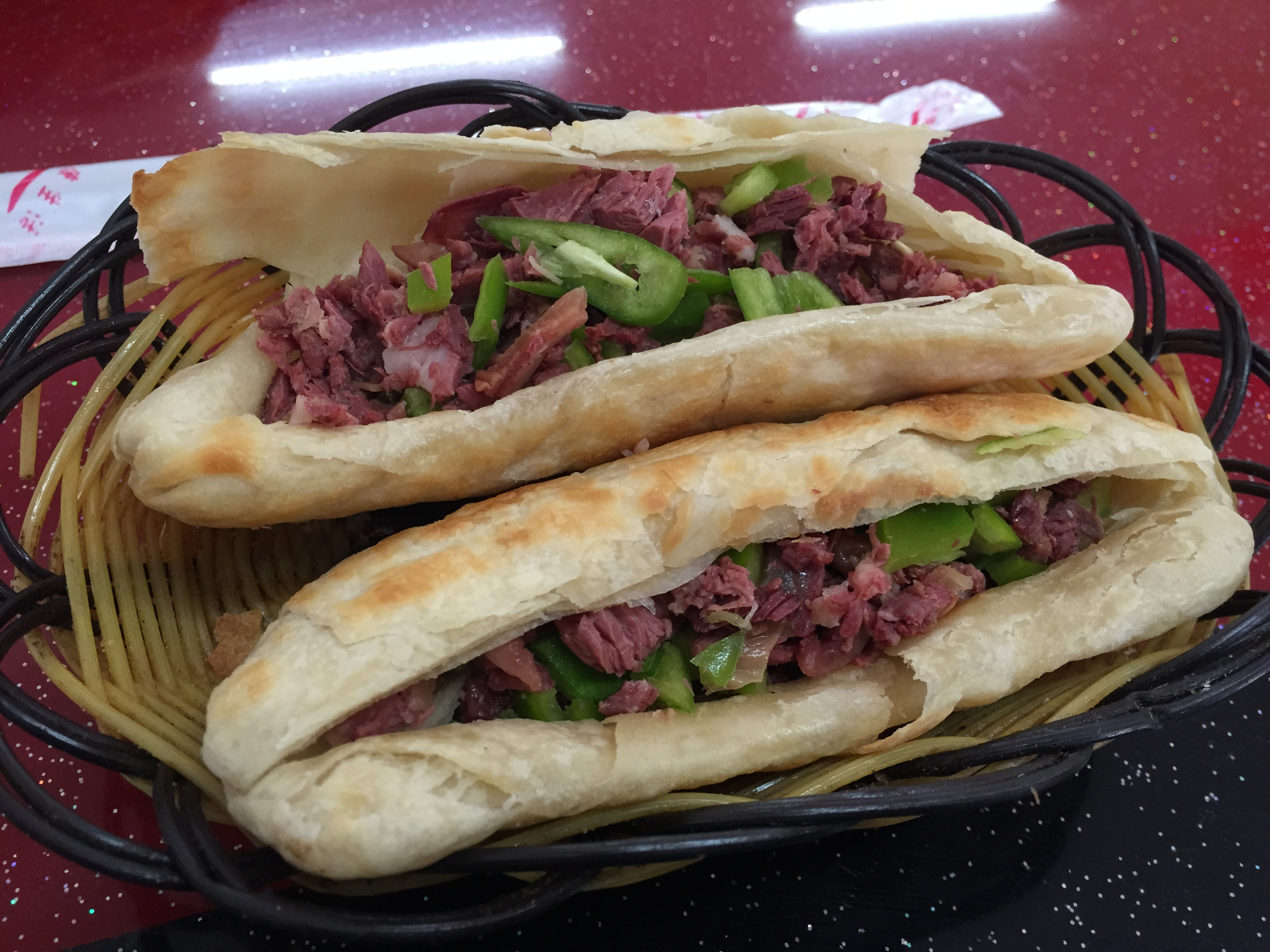
Lourou huoshao, panino con carne di asino tipico della provincia di Hebei, Cina

La carne d'asino può essere consumata fresca o utilizzata per la preparazione di salumi. La carne fresca, più difficile da reperire rispetto alla carne di cavallo, può essere cucinata arrosto o usata per la preparazione di spezzatini e stufati; ricette tradizionali italiane sono lo stufato d'asino e il tapulon. In Cina fra i cibi di strada c'è un sandwich con carne d'asino chiamato lourou huoshao. Tra i salumi preparati con carne d'asino vi sono il salame di asino in Italia, la "salsiccia di Arles" in Provenza, l'Eselwurst in Ungheria e il Salceson in Polonia.